# 根子村
根子村（ねこむら）は、大正12年（1923年）まで岩手県稗貫郡にあった村。

## 沿革
- 明治22年（1889年）4月1日 - 町村制施行にともない、下根子村・外台村・西十二丁目村の計3か村が合併して根子村が発足。
- 大正12年（1923年）6月1日 - 花巻川口町に編入。

## 交通
- 鉄道省営東北本線 - 駅なし